# 鏡山城之戰
鏡山城之戰是发生在日本战国时代中国地方的一场攻城战，由尼子氏的尼子經久聯合以毛利元就为首安艺国人众进攻大内氏在安艺国的鏡山城，最終尼子軍成功攻陷鏡山城。

## 背景
鏡山城是位處安藝國西條町的山城，为领有周防、長門两国的大内氏用以支配安艺的据点，筑城于长禄、宽正年间（1457年-1466年）。
大永二年（1522年），大内义兴以陶隆房为总大将进军安艺。在安艺停留了五个月（三月到八月），期间攻下了新庄小幡（今广岛市西区新庄町）和大冢（今广岛市安佐南区沼田町大冢）。不过由于安艺武田氏的抵抗，这次进军并没有取得特别的战果。
另一方面，在安艺、备后两国积极扩张势力的出云战国大名尼子经久，趁着义兴出征北九州的空当而向西条进军，意欲拿下镜山城，以達到安藝支配的目標進而和大內氏抗衡。毛利氏、吉川氏等安艺国人众势力在有田中井手之战后的仅仅数年便加入了尼子氏的旗下，臣服于尼子氏。他们也同样进军，与尼子氏一起开始了对镜山城的攻略。

## 过程
大永三年（1523年）六月十三日，尼子方年仅九岁的毛利氏当主毛利幸松丸的监护人毛利元就，与吉川氏当主吉川国经等安艺国人众一起以总计四千的军势开始攻城。另一方面，大内氏武将藏田房信和作为副将的叔父藏田直信进入镜山城，迎击尼子军。房信利用镜山城的地形优势，带领士卒在城中奋战，使尼子军没能轻易靠近城堡，战线一度陷入了胶着状态。此时元就献計内通副将藏田直信，以继承藏田家家督的优厚条件，策反了直信，使直信打开了他守备的二之丸的城门，将尼子军迎进镜山城。尼子军突然侵入城内，使城内陷入了大混乱，守将房信被困在本丸，但依旧带领将士在本丸坚守了一昼夜。二十八日镜山城落城。房信请求以自己的性命换取妻子和城兵的性命。
破城后，尼子经久虽然允许房信自尽，但却不承认毛利元就给藏田直信开出的条件，并迫使直信切腹自尽。经久不仅认为元就的策略是无效的，而且也没有给战功第一的毛利氏予赏赐。后世多认为这么做是经久对智勇兼备的毛利元就表示警戒之意，而毛利元就因而对尼子经久抱持不信任感。

## 戰後
同年毛利氏當主毛利幸松丸據傳因為在首級檢視時受驚而在戰後不久病故，尼子经久警戒毛利元就的才能，于是命令家臣龜井秀綱介入毛利家家督繼承問題，企圖擁立元就之弟相合元綱，不过由于抢占先机，元就得以成为新当主，肃清了元纲及其支持派。因为这起事件，使得在經過兄弟相爭才上位的毛利元就對尼子家更具惡感。故在兩年後（大永五年（1525年）三月）当试图恢复安艺国势力的大内氏重新转为攻势时，之前一直站在尼子一方的元就便反出尼子家改投大內家，参加陶兴房率领的大内军进攻米山城。并作为仲介劝说米山城主天野兴定投降。后来大內家也成功奪回鏡山城，使尼子在安艺国内的势力衰退。
由于镜山城高度低，亦非险要之地，使大内义兴对本城的防御力感到十分不安，于是于大永七年（1527年）在附近新筑了曾场城。后来义兴之子，下任当主大内义隆又有同样的顾虑，于是又于天文十二年（1543年）筑起槌山城作为根据地，废掉了镜山城。
毛利元就似乎沒有忘記當初間接被他所害的藏田房信後人。房信據說有三個小孩寄宿在竹原的某間寺廟，日後毛利家把其長子迎回郡山城，待以上級武士之禮。即使到了毛利輝元的時代，或是轉封長防之後，房信的後代仍以長州藩武士的身份延續下去。